# Makea Vakatini Ariki
Les Makea Vakatini Ariki sont avec les Makea Nui Ariki et les Makea Karika Ariki, l’une des trois dynasties d’Ariki de la tribu (vaka) de Teauotonga sur l’île de Rarotonga. Elle fut fondée au milieu du XVIIIe siècle après que Makea Te Patua Kino eut décidé de conférer un titre d’Ariki aux aînés de ses trois épouses. L’aîné, Makea Pini obtint celui de Makea Nui Ariki, le second Makea Keu, celui de Makea Karika Ariki, le dernier Makea Vakatini I, celui de Makea Vakatini Ariki. Néanmoins selon Ron Crocombe, les Makea Vakatini n’auraient été élevés ou auraient retrouvés leur rang d’Ariki qu’au milieu du XIXe siècle. "Gill's reference to only two holders of the title at this time was due to the fact that the Vakatini title was then in eclipse and did not emerge again as a recognized ariki title until later in the century". Toujours est-il que de nos jours, les Makea Vakatini Ariki sont reconnus comme des chefs à part entière. L’actuel porteur du titre, Makea Vakatini Joseph Ariki est membre de la chambre des Ariki.

## Succession au titre
Pour la succession au titre de Makea avant Makea Te Patua Kino, voir l’article Makea Nui Ariki
- (19/25/21) Makea Te Patua Kino
- (20/26/22) Makea Vakatini I Ariki
- (21/27/23) Makea Vakatini Keu Ariki[2]
- (22/28/24) Makea Vakatini Te Pou Ariki,  ariki en titre en 1823, lors du premier passage de John Williams à Rarotonga
- (23/29/25) Makea Vakatini Manarangi Ariki connu également sous son nom chrétien Aarona (Aaron) aurait succédé à son père aux alentours de 1847. Il décède le 19 août 1893[3]
- (24/30/26) Makea Vakatini Tepou o te Rangi Ariki décède en 1898[4]
- (25/31/27) Makea Vakatini Daniela Ariki parfois appelé selon les sources Makea Toeta ou encore Jimmy Te Pou. Il épouse Pa Tetianui Ariki (cf. Pa Ariki). N'ayant pas d'enfants, son frère cadet Makea Vakatini Ara Ua Te Pou Ariki lui succède.
- (26/32/28) Makea Vakatini Ara Ua Te Pou Ariki est le frère cadet de Makea Vakatini Daniela
- (27/33/29) Makea Vakatini Te Pou Ariki est le fils de Ara Ua te Pou.
- (28/34/30) Makea Vakatini Ina Ariki est la fille Te Pou.
- (29/35/31) Makea Vakatini Joseph Ariki, titulaire actuel du titre.